# Hernán Henríquez Aravena
Hernán Arturo Henríquez Aravena (Chile, 1935- probablemente Temuco, 2 de octubre de 1973) fue un médico cirujano chileno, jefe zonal del Servicio Nacional de Salud para las provincias de Malleco y Cautín hasta el golpe de Estado en Chile del 11 de septiembre de 1973.

## Vida
Terminados sus estudios de medicina, se desempeñó como médico general de zona en el hospital de Angol. 
Estaba casado con la médico pediatra Ruth Kries. El matrimonio tuvo cuatro hijos.

### Trayectoria
Con una beca, realizó la especialización en salud pública, tras lo cual asumió el cargo de subdirector del hospital de Temuco. En un concurso abierto de antecedentes profesionales logró la nominación como  jefe zonal del SNS para Malleco y Cautín.
El énfasis de su trabajo como médico y como salubrista estuvo en la situación de salud del pueblo mapuche. Henríquez aportó con el desarrollo de un programa de formación de asistentes de salud rural en la zona, un resultado de la confluencia de los esfuerzos mancomunados de tres organismos estatales: el Servicio  Nacional de Salud, el Instituto de Educación Rural y la Oficina  de Planificación Agrícola. El doctor Henríquez Aravena era un convencido de la necesidad de un cambio de actitud hacia una atención de salud más respetuosa con los pueblos originarios, los que, tras siglos de discriminación, eran lógicamente muy suspicaces y carecían de confianza en la atención de salud prestada por los chilenos no mapuches. Henríquez Aravena pensaba que era necesario acercarse a ellos y hacerles no solo alcanzable, sino también comprensible el tipo de atención médica que se les ofrecía, mediante programas de educación en salud rural, de modo que los asistentes que se formaran podrían ser agentes mediadores. Tras el entrenamiento en cursos de seis meses de duración, en marzo de 1973 los primeros 17 asistentes recibían su certificación en Puerto Saavedra y en Lautaro. En este mismo año, la Dirección General de Salud designó a Henríquez para que representara a Chile en la OMS con una conferencia sobre estos programas de formación de asistentes médicos, conferencia que tuvo lugar en junio de 1973.

## Ejecución por agentes del Estado
Llegó a cumplir 38 años y como tantos otros funcionarios públicos de alto rango, al momento del golpe de Estado quedó bajo arresto domiciliario. Sin embargo pocos días más tarde, el 15 de septiembre de 1973, fue sacado de su hogar en un allanamiento, tras lo cual su familia nunca más pudo volver a verlo. Con una notable trayectoria profesional cuando tras ser detenido y torturado, fue ejecutado por agentes del Estado, probablemente en las últimas semanas de septiembre o en los primeros días de octubre. Tras el paso por la zona de la Araucanía de la denominada Caravana de la Muerte. 
El 5 de octubre  de 1973 se entregó una primera versión oficial que consignaba su causa de muerte al ser ultimado «intento de fuga que obligó a los militares de la guardia a ejecutarlo». Sus restos nunca fueron entregados a la familia.
La Comisión Verdad y Reconciliación concluyó, años más tarde, que había sido ejecutado por agentes del Estado, en un acto que violó sus derechos humanos.

### Proceso judicial
Los esfuerzos de la familia por buscar la verdad, dar con los restos y hacer justicia han sido constantes y múltiples durante varias décadas. Sin embargo, recién en 2013, a pocos meses de que se cumpliesen 40 años de los hechos, un juez dictó las primeras órdenes de detención en el caso, por sospecha de homicidio, contra 14 militares que se encontraban en 1973 en servicio activo en la Base Aérea Maquehue donde el médico Hernán Henríquez y el enfermero Alejandro Flores (también del hospital de Temuco) fueron vistos con vida por última vez.

## Memoria y reconocimientos

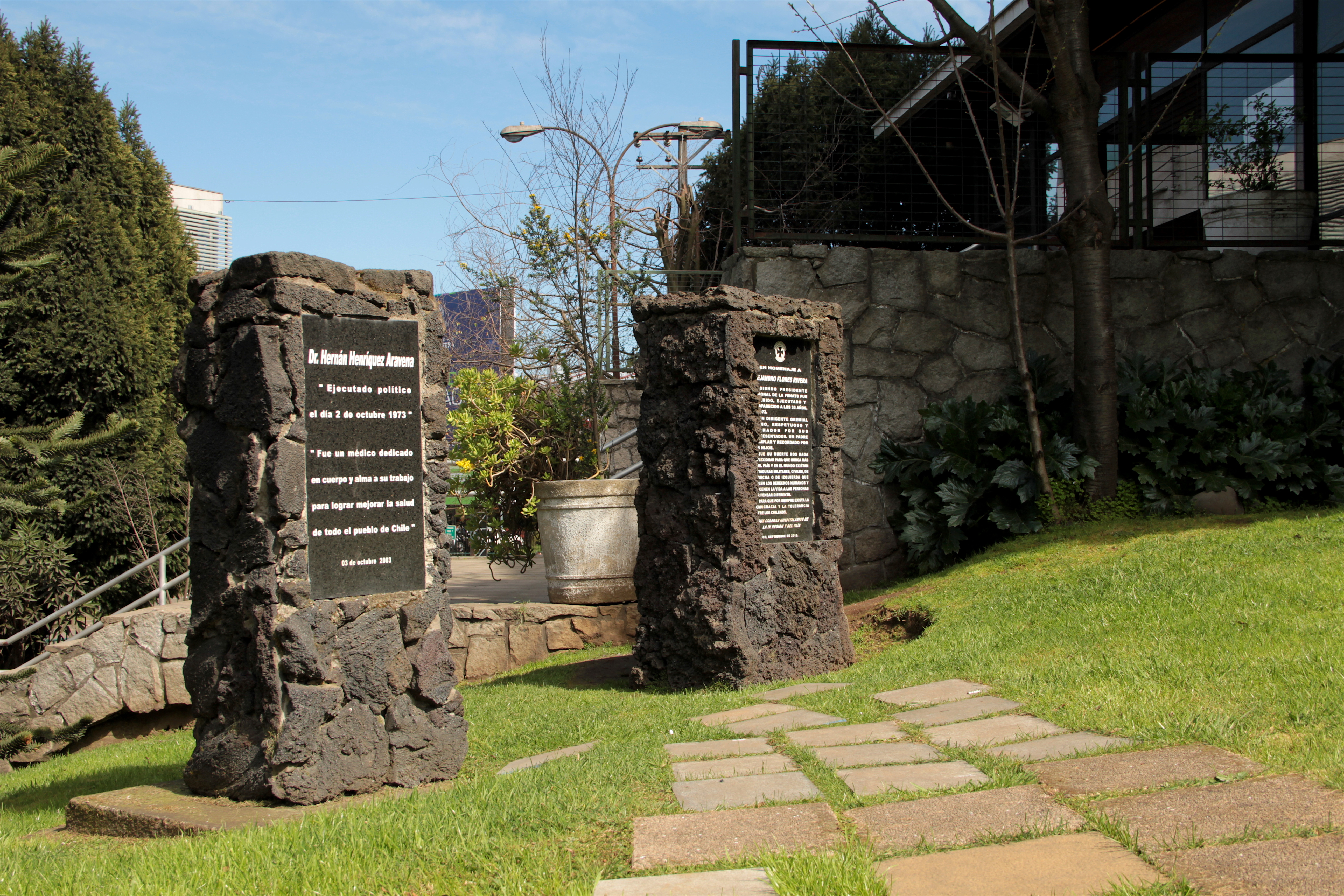
Monumento conmemorativo en el hospital Dr. Hernán Henríquez Aravena

- El Hospital Regional de Temuco se nombró en su honor. Hay una placa recordatoria en el auditorio y un monumento conmemorativo en los jardines.[6]
- En la Dirección  Zonal hay placa recordatoria dedicada a la memoria los funcionarios del Servicio  de la zona que fueron víctimas de la dictadura.
- En el Grüneburg Park de la ciudad de Fráncfort, Alemania, también existe una placa recordatoria, junto a tres árboles que se plantaron en memoria de caídos y desaparecidos, entre ellos el Dr. Hernán Henríquez Aravena, en el contexto del proyecto internacional "Ecomemoria".[7]
- El Servicio de Salud Araucanía Sur instituyó el Premio Dr. Hernán Henríquez Aravena como «reconocimiento al compromiso con la Salud» para funcionarios y equipos profesionales de labor meritoria.[8]